# Dianthus eldivenus
Dianthus eldivenus là loài thực vật có hoa thuộc họ Cẩm chướng. Loài này được Czeczott mô tả khoa học đầu tiên năm 1932.